# Tianyuraptor
Tianyuraptor – rodzaj teropoda z rodziny dromeozaurów (Dromaeosauridae) żyjącego we wczesnej kredzie na terenie dzisiejszych Chin. Został opisany w oparciu o niemal kompletny szkielet pochodzący z dolnokredowych osadów formacji Yixian w zachodnim Liaoning. Tianyuraptor ostromi był średniej wielkości dromeozaurem o stosunkowo niewielkich widełkach obojczykowych i krótkich kończynach przednich. Miał względnie dużą czaszkę, dłuższą niż kość udowa. Kręgi szyjne są tej samej długości co grzbietowe, co odróżnia Tianyuraptor od innych dromeozaurów z Liaoning, których kręgi szyjne są dłuższe od grzbietowych. Ogon był stosunkowo długi, około 4,8 razy dłuższy od kości udowej. U holotypu i jedynego znanego okazu Tianyuraptor ostromi mierzy on 960 mm długości – tylne kręgi ogonowe nie zachowały się jednak. Holotyp (STM1–3) był w chwili śmierci prawdopodobnie osobnikiem niemal dorosłym, na co wskazuje szereg cech związanych ze zrastaniem się niektórych kości w miarę dojrzewania. Kończyny przednie są stosunkowo bardzo krótkie, stanowiąc 53% długości kończyn tylnych – są proporcjonalnie krótsze niż u niektórych większych dromeozaurów, takich jak krótkoręki Austroraptor. Stosunek długości kończyn przednich do tylnych u będącego podobnej wielkości welociraptora wynosił 0,75. U występujących na obecnych terenach grupy Jehol przedstawicieli Microraptorinae kończyny przednie były znacznie bardziej wydłużone, a u form bardziej zaawansowanych mogły pełnić funkcje aerodynamiczne. Mimo iż Tianyuraptor osiągał większe rozmiary niż Microraptorinae miał podobnie wydłużone kończyny tylne.
Przeprowadzone przez Zhenga i współpracowników analizy filogenetyczne zasugerowały dwie hipotezy dotyczące filogenezy Tianyuraptor. Według pierwszej z nich, wspieranej przez sześć drzew największej parsymonii, jest on najbardziej bazalnym przedstawicielem Microraptorinae. Według drugiej hipotezy Tianyuraptor może być bazalnym przedstawicielem kladu obejmującego wszystkie laurazjatyckie dromeozaury oprócz Microraptorinae – teoria ta jest sugerowana przez pozostałe 24 spośród 30 wygenerowanych drzew.
Nazwa rodzajowa Tianyuraptor pochodzi od Tianyu – nazwy muzeum, w którym przechowywany jest holotyp – oraz łacińskiego słowa raptor, oznaczającego „rabuś”, zaś epitet gatunkowy gatunku typowego, ostromi, honoruje amerykańskiego paleontologa Johna Ostroma, który znacząco przyczynił się do zwiększenia wiedzy o dromeozaurach.